# Ronald Zwarter
R.J.M. Zwarter (Ronald) was een Nederlandse Politie Functionaris in de rang van commissaris die in februari 2024 met pre-pensioen is gegaan en werkzaam is als (executive) Coach, Toezichthouder en adviseur. Daarvoor heeft hij vanaf 2019 als Plaatsvervangend Korpschef/Hoofd Operatien gewerkt bij het Korps Politie Caribisch Nederland. Hij heeft zich daar o.a. bezig gehouden de aanpak van cybercriminaliteit, digitale- en financiële opsporing.

## Carrière
In 1979 verruilde hij zijn carrière als chemisch laborant bij Ketjen Amsterdam voor een plek als aspirant van de gemeentepolitie Haarlem aan de politieopleidingsschool in Noord-Holland. Vanaf 1980 tot 1992 heeft hij diverse functies binnen de politie vervuld, waaronder vrijwilliger voor de eerste wijkteams in Haarlem-Schalkwijk. Na de reorganisatie werd bij bevorderd tot brigadier en vervolgens werd hij in als extranei geplaatst aan de Nederlandse Politie Academie te Apeldoorn (1994/1997). Na het afronden van deze studie heeft hij tot 2002 bij de regiopolitie Kennemerland verschillende functies vervuld, waaronder teamchef team Duinrand. Van 1997 tot 2000 volgde hij de studie Cultuur, Organisatie en Management aan de Vrije Universiteit Amsterdam. In 2002 werd hij benoemd tot commissaris van politie bij de regiopolitie Drenthe in district Zuid-Oost, en in 2005 werd hij benoemd als de districtchef van de stad Groningen/Haren bij de regiopolitie Groningen.
In 2008 werd hij programmaleider van het team Politietop Divers, ingesteld door minister ter Horst, met als doel meer diversiteit in de top van de politie te realiseren. In 2010 werd hij lid van de korpsleidingen van Drenthe en Groningen om uiteindelijk in 2013 benoemd te worden tot de Eenheidsleiding van Noord-Nederland van de nieuw gevormde nationale politie.
Hij heeft naast deze werkzaamheden diverse landelijke portefeuilles gehad en bestuursfuncties bij raden van toezicht.
Vanaf 2019 is hij werkzaam geweest bij het KPCN. Hij heeft dat o.a. het cyberteam tegen cybercriminaliteit, het team digitale opsporing en het team Financiële Opsporing opgericht. Daarnaast heeft hij ontwikkelingen gerealiseerd in intelligence, waaronder het aansluiten bij Interpol. Hij was een van de grondleggers van het Regionale Informatie en Expertise Centrum Caribisch Nederland (RIEC-CN). 

Hij is inmiddels met pre-pensioen en werkzaam als Executive Coach, toezichthouder en adviseur.